# Fritz Senft
Fritz Senft (* 11. Mai 1922 in Zürich; † 23. April 1997 in Wettingen) war ein Schweizer Schriftsteller.
Senft wirkte als Primarlehrer in Neuenhof, Schaffhausen und Geroldswil. Er war Präsident der Jugendschriftenkommission des Schweizerischen Lehrerinnen- und Lehrervereins und des Schweizerischen Bundes für Jugendliteratur. Neben mehreren Gedichtbänden verfasste er Erzählungen, Märchen und Romane. Er erhielt mehrere Literaturpreise, darunter den Preis der Schweizerischen Schillerstiftung.

## Werke
- Aufblick, Gedichte
- Der Teppichknüpfer, Gedichte, Fabeln und Gedichte
- Am Wendekreis, Prosa
- Kreiselspiel, Kindergedichte
- Die Bücherkatze, Kurzprosa
- Grashüpfer und Falterfee, Märchen
- Eule du, Eule ich, Märchenbuch
- Rabenschnabelschnupfen, Verse
- Geschichte der Gemeinde Wettingen (Coautor)
- Nidelgret, Märchen
- Straucheln, Erzählungen
- Unverlierbare Zeichen Gedichte
- Der Purzelkauz, Gedichte
- De Fundevogel, Dialektmärchen
- Die Schlangenprobe, Erzählungen
- Wettinger Setzkasten, Geschichten
- Echoräume, Roman
- Vergangenes herüberholen, Erzählungen
- Diskurs über den Fluss, Roman

## Quelle
- Edition Leu - Fritz Senft